# 실버몬트

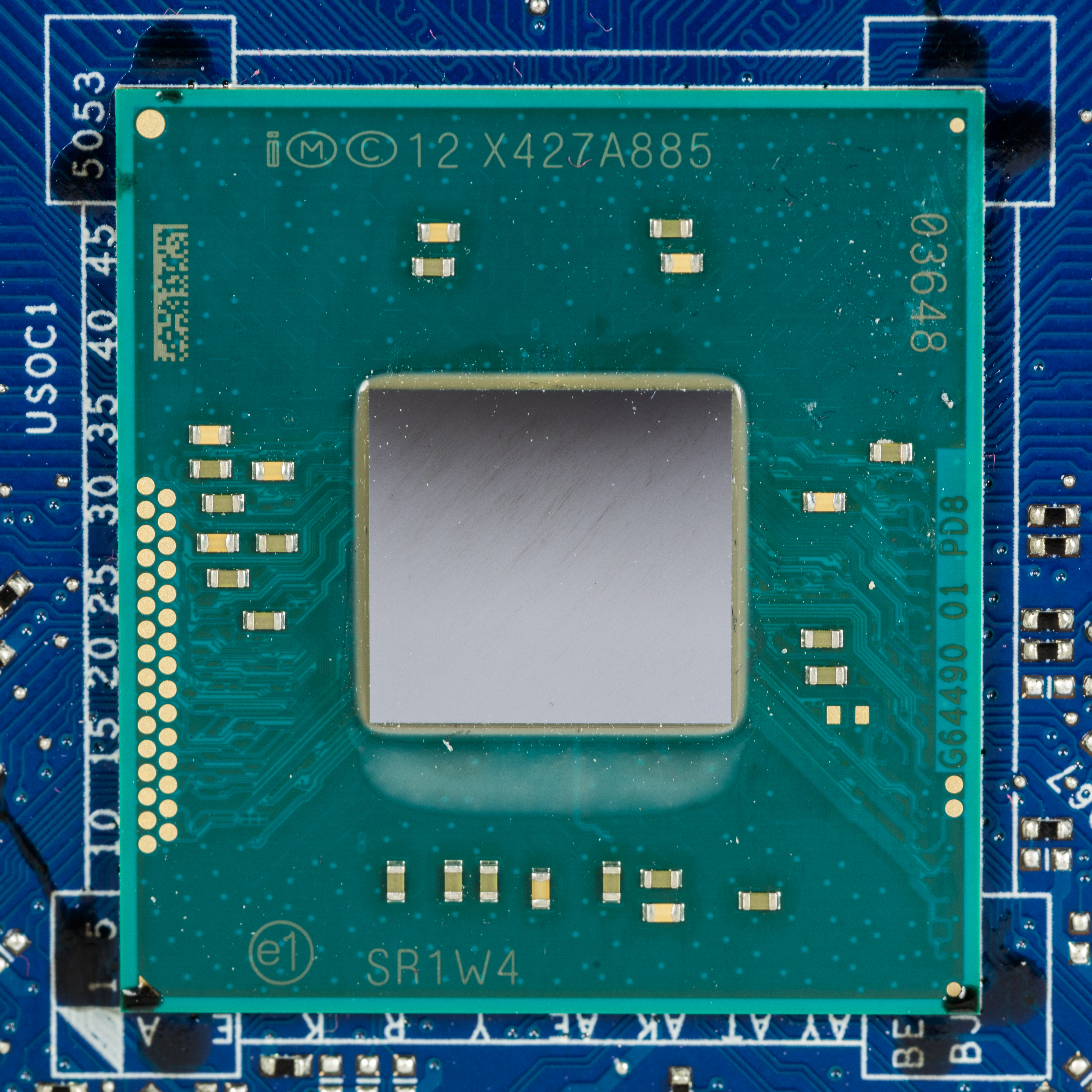
Intel Mobile Celeron N2830

실버몬트(Silvermont)는 인텔이 개발한 단일 칩 체제(SoC)에 사용되는 아톰, 셀러론, 펜티엄 브랜드의 프로세서의 마이크로아키텍처이다. 실버몬트는 총 4개의 SoC 계열의 기초를 형성한다:
- Merrifield, Moorefield  –  스마트폰용으로 고안된 소비자 SoC
- Bay Trail –  태블릿, 하이브리드 장치, 넷북, 넷톱, 임베디드/자동차 시스템에 초점을 둔 소비자 SoC
- Avoton –  마이크로 서버 및 스토리지 장치용 SoC
- Rangeley –  네트워크 및 통신 인프라를 대상으로 한 SoC

실버몬트는 2013년 5월 6일 캘리포니아주 산타클라라의 인텔 본사에서 뉴스 미디어에 발표되었다.
에어몬트(Airmont)는 2015년 초에 런칭한 실버몬트의 14 나노미터 다이 슈링크이며 마이크로소프트 서피스 3에 사용된 아톰 x7-Z8700에 처음 등장하였다. 에어몬트 마이크로아키텍처에는 다음의 SoC 계열이 있다:
- Braswell  –  PC에 초점을 둔 소비자 SoC
- Cherry Trail  –  태블릿에 초점을 둔 소비자 SoC

## 같이 보기
- 인텔 CPU 마이크로아키텍처 목록